# 杰夫·韦克斯勒
杰夫·韦克斯勒（英語：Jeff Wexler）美国现场混音师。他共获得了2次奥斯卡最佳音响效果奖提名。自1972年起，韦克斯勒参与制作了70多部电影。他是电影摄影师哈斯克尔·韦克斯勒的儿子。

## 部分影视作品
- 独立日 (1996)[1]
- 最后的武士 (2003)[2]